# Homestead (Iowa)
Homestead es un lugar designado por el censo ubicado en el condado de Iowa en el estado estadounidense de Iowa. En el Censo de 2010 tenía una población de 148 habitantes y una densidad poblacional de 33,34 personas por km².

## Geografía
Homestead se encuentra ubicado en las coordenadas 41°45′46″N 91°52′23″O / 41.76278, -91.87306. Según la Oficina del Censo de los Estados Unidos, Homestead tiene una superficie total de 4.44 km², de la cual 4.44 km² corresponden a tierra firme y (0%) 0 km² es agua.

## Demografía
Según el censo de 2010, había 148 personas residiendo en Homestead. La densidad de población era de 33,34 hab./km². De los 148 habitantes, Homestead estaba compuesto por el 97.97% blancos, el 0.68% eran afroamericanos, el 0% eran amerindios, el 0% eran asiáticos, el 0% eran isleños del Pacífico, el 1.35% eran de otras razas y el 0% pertenecían a dos o más razas. Del total de la población el 1.35% eran hispanos o latinos de cualquier raza.